# Бостанлъ
Бостанлъ (на турски: Bostanlı) е село в Източна Тракия, Турция, вилает Одрин. Околия Хавса.

## География
Селото се намира на 16 км североизточно от Хавса.

## История
В XIX век Бостанлъ е село в Хавсенската кааза в Одринския вилает на Османската империя. Според „Етнография на вилаетите Адрианопол, Монастир и Салоника“, издадена в Константинопол в 1878 година и отразяваща статистиката на населението от 1873 година, Бостанли (Bostanly) има 44 домакинства и 136 жители мюсюлмани.